# Blue Orange
Blue Orange est une société française de jeux de société basée à Pont-à-Mousson, en Meurthe-et-Moselle (France). Elle est souvent appelée Blue Orange  ou Blue Orange Europe et confondue avec Blue Orange Games,.
Cet éditeur a été fondé en 2005 par Jalal Amraouza et Timothée Leroy et initialement appelée Jactalea. Son nom a changé le 1er septembre 2013 à la suite de la rencontre de Timothée et Jalal avec le fondateur de Blue Orange Games, Thierry Denoual.

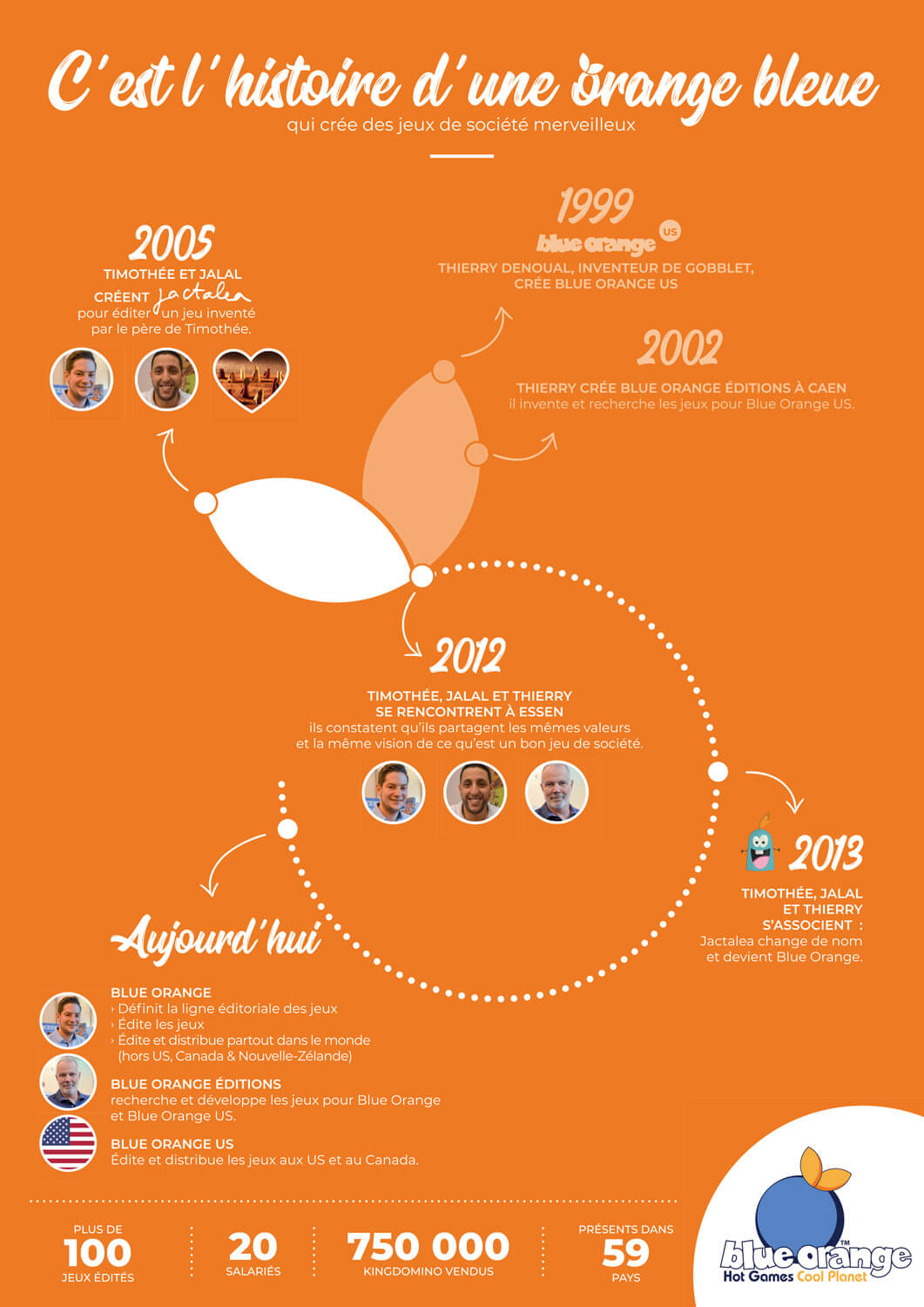
Infographie Histoire de Blue Orange

Blue Orange est un éditeur de jeux de société dont les jeux sont accessibles à tous les publics, sa gamme comprend des jeux pour enfants, adolescents, familles et adultes. Blue Orange sort environ 12 nouveaux jeux de société chaque année. Ces jeux sont habituellement faits de bois, d'étain, de résine et de matériaux recyclés/recyclables.
Leur mission est d'initier les utilisateurs de jeux de société à travers un parcours ludique qui va du jeu pour enfants, au jeu pour initiés, en passant par des jeux pour se divertir en famille ou entre amis.Ils souhaitent être identifié comme LA porte d’entrée dans le monde des jeux de société, l’éditeur à  recommander pour commencer les jeux de société.
En 2021, Jalal Amzaouza, Timothée Leroy et Thierry Denoual fonde tribuo, une société de distribution afin de distribuer le catalogue Blue Orange sur le territoire français.

## Les «trois» Blue Orange
Il existe trois entités distinctes qui partagent la marque Blue Orange et collaborent étroitement :
- Blue Orange Édition (France) qui est le studio de recherche et développement des jeux[9]. Quatre chefs de projet et un responsable Sourcing de Blue Orange Edition recherchent les perles ludiques de demain. Ils sont en relation avec les auteurs de jeux du monde entier et testent plus de 1000 jeux par an.
- Blue Orange Games (États-Unis) qui est l'éditeur et distributeur des jeux Blue Orange aux États-Unis, au Canada, en Australie et en Nouvelle-Zélande.
- Blue Orange (France) qui est l'éditeur et distributeur des jeux Blue Orange dans le reste du monde : Europe, Amérique du Sud, Afrique et Asie.

Les jeux Blue Orange sont distribués sur les 5 continents et dans 64 pays différents.

## Jeux édités par Blue Orange

### Jeux créés par Thierry Denoual
Liste des jeux créés par Thierry Denoual, édités par Blue Orange Games de 2001 à 2013 :
- Gobblet Gobblers, 2001 (également édité par Gigamic sous le nom Gobblet Kid)
- Gobblet!, 2003 (également édité par Gigamic)
- Maask, 2004
- Topitop, 2004
- Zimbbos !, 2004
- Banana Slap, 2004
- Scoop’s surprises, 2004
- Ringgz, 2006
- Double Shutter, 2007
- Pengoloo, 2007
- Bendomino (ou Rondomino), 2007
- Fundomino, 2008
- Chickyboom, 2008
- PeekPoker Hold’em, 2010
- Sumoku, 2010
- Flash!, 2013
- Nada!, 2013
- Top That!, 2016
- Brix, avec Charles Chevallier, 2016
- Quizoo, 2017
- Mindo, 2018
- Mindo - Les P’tites Poules, 2018
- Kitty Bitty, 2019

### Jeux développés par d'autres auteurs
- Attila, Bruno Faidutti, 2015
- Baïam, Shuky Médina, 2018
- La Bataille des sorciers, Bruno Cathala, 2015 (adaptation d'Okiya, édité par Jactalea en 2012)
- Battle Sheep, Francesco Rotta, 2013 (adaptation de Splits, édité par Jactalea en 2006)
- Big Bazar, Adam Porter, 2017
- Blue Lagoon, Reiner Knizia, 2018
- Bluff You!, Dave Yearick, 2016
- Brain Connect, Roberto Fraga, 2018
- BraveRats, Seiji Kanai, 2014
- Bubble Jungle, Brian Weinstock, 2017
- Chicago Stock Exchange, Pak Cormier, 2013
- Clouds, Grégory Oliver, 2018
- Copy or Not Copy, Daan Kreek, 2016
- Crabz, Henri Kermarrec, 2015
- Crazy Turf, Vincent Bonnard et Patrick Laterrot, 2016
- Dog Rush, Jean Georges, 2019
- Dr. Beaker, Roberto Fraga et Delphine Lemonnier, 2017
- Dr. Eureka, Roberto Fraga, 2015
- Dr. Microbe, Roberto Fraga et Delphine Lemonnier, 2017
- Dragomino, Bruno Cathala, Marie Fort et Wilfried Fort, 2020
- Dragon Market, Marco Teubner, 2019
- Dragon Run, Ludovic “Ludtche” Barbe et Bruno Cathala, 2014
- Dragon’s Cave, Marco Teubner, 2019
- Fantastic Park, Brett J. Gilbert, 2017
- Fast Flip, Ken Gruhl et Quentin Weir, 2016
- Fishing Day, Marie Fort, Wilfried Fort, Nathalie Saunier, Rémi Saunier, 2019
- Flooping, Nathalie Saunier et Rémi Saunier, 2018
- Go Go Gelato !, Roberto Fraga, 2016
- Guess What!, Jack Hanauer, 2015
- Happy Bunny, Peggy Brown, 2018
- Kameleo, Bruno Cathala, 2019
- Kang, Claude Leroy, 2017 (adaptation de Gygès)
- Kikafé ?, Jonathan Favre-Godal, 2018
- King’s Gold, Stéphane Maurel, 2014
- Kingdomino, Bruno Cathala, 2016
- Kuala, Shuky Médina, 2018
- Longhorn, Bruno Cathala, 2013
- Lucky Captain, Hagen Temeryazev, 2016
- Maki Stack, Jeff Lai, 2018
- Le Manoir infernal, Asger Harding Granerud et Daniel Skjold Pedersen, 2017
- Mapigami, Nicholas Cravotta, 2019
- Mindo - Les P’tites Poules, Thierry Denoual, 2018
- Moon Bots, Franz Couderc, 2019
- Mr. Wolf, Marie Fort et Wilfried Fort, 2018
- New York 1901, Chénier La Salle, 2015
- Nutz!, Bruno Faidutti, 2017
- Oh mon château, Corentin Lebrat et Ludovic Maublanc, 2018
- Okiya, Bruno Cathala, 2017 (réédition du jeu Okiya, édité par Jactalea en 2012)
- Panic Diner, Henri Kermarrec, 2019
- Pappy Winchester, Jérémy Pinget, 2019
- Photosynthesis, Hjalmar Hach, 2017
- Planet, Urtis Šulinskas, 2018
- Pool Party, Brad Ross, Gary Strauss, Ivy Strauss, 2018
- Poulettes, Lionel Borg, 2015
- Princess Legend, Kuraki Mura, 2015
- Queendomino, Bruno Cathala, 2017
- Rings Up!, Alexandre Droit, 2015
- Rolling Bandits, Trevor Benjamin et Brett J. Gilbert, 2018
- Scarabya, Bruno Cathala et Ludovic Maublanc, 2018
- Sixth!, József Dorsonczky, 2013
- Slide Quest, Nicolas Bourgoin et Jean-François Rochas, 2019
- Sprint!, Sébastien Decad, 2019
- Sushi Draft, Takahiro Amioka, 2014
- Tan Tan Caravan, Alexey Konnov, Alexey Paltsev, Anatoly Shklyarov, 2019
- Treasure Rush, Nicolas Bourgoin, 2017
- Uxmal, Eloi Pujadas, 2019
- Vikings on Board, Charles Chevallier, Catherine Dumas, Pascal Pelemans, 2016
- Vroom Vroom, Frédéric Moyersoen, 2016
- Wakanda, Charles Chevallier, 2014
- Word Bank, Fabien Tanguy, 2019

## Jeux édités par Jactalea

### Jeux abstraits
- Mana, Claude Leroy, 2005 (nouvelle version du jeu Escampe créé en 1987)
- Khan Tsin, Claude Leroy, 2006
- Exxit, Vincent Everaert, 2006
- Gygès, Claude Leroy, 2007 (créé en  1984, réédité en 2011 par Gigamic, puis en 2017 par Blue Orange sous le nom de Kang)
- Kamon, Bruno Cathala, 2007
- Oukun, Claude Leroy, 2009
- Splits, Francesco Rotta, 2010[10] (réédité en 2014 par Blue Orange sous le nom de Battle Sheep)[11]

### Jeux en petite boite carrée
- The Blue Lion, Bruno Cathala et Sylvain Duchêne, illustré par Cyril Bouquet, 2011
- Button Up!, Bruno Cathala, illustré par Cyril Bouquet, 2012
- Okiya, Bruno Cathala, illustré par Cyril Bouquet, 2012 (réédité en 2015 par Oxybul sous le nom La Bataille des Sorciers, avec des illustrations d'Adeline Gros, puis en 2017 par Blue Orange)
- Docker, Reinhold Wittig, Hilko Drude, Ingo Althöfer, 2012 (réédition française du jeu allemand Omba)
- Full Moon, Claude Leroy, illustré par Cyril Bouquet, 2013

### Autres jeux
- Les Poux, Christophe Boelinger, 2008
- Card City, Alban Viard, 2012 (édité par Ludibay et distribué en France par Jactalea)
- Tactic Elastic, Benoît Remy, 2012 (édité par Art of Games et distribué en France par Jactalea)
- Peloponnes, Bernd Eisenstein, 2013

### Versions numériques
- Gygès, Claude Leroy, 2005[12]
- Mana, Claude Leroy, 2010[13],[14]
- Kamon, Bruno Cathala, 2010[15]
- The Blue Lion, Bruno Cathala, 2012[16]

## Récompenses
- 2004 : Gobblet Gobbler : Årets Spel Best Children’s Game Winner[17]
- 2013 : Flash : Spring Parents’ Choice Fun Stuff Award Winner
- 2013 : Baobab : Kinderspiel des Jahres Recommended[18]
- 2014 : Battle Sheep : Vuoden Peli Family Game of the Year Winner[19], Spiel des Jahres Recommended[20]
- 2015 : New York 1901 : Vuoden Peli Strategy Game of the Year Winner[21]
- 2015 : King's Gold : Lys Grand Public Finalist[22]
- 2015 : Battle Sheep : Årets Spil Best Family Game Winner[23]
- 2015 : ChickyBoom : UK Games Expo Best Children’s Game Winner[24]
- 2016 : New York 1901 : Mensa select Winner[25], Gioco dell’Anno Nominee[26]
- 2016 : Dr Eureka : Best toy for kids Award from the ASTRA[27]
- 2017 : Queendomino : Golden Geek Best Family Board Game Nominee[28]
- 2017 : Kingdomino : Game of the year in Germany[29], Italia[30], Gouden Ludo Best Family Game[31]
- 2017 : Dr Eureka : Game of the Year in Finland[32]
- 2017 : Baobab : UK Games Expo Best Children’s Game Winner[33]
- 2017 : ChickyBoom : Kinderspiel des Jahres Recommended[34]
- 2017 : Bubble Jungle : Major Fun Award[35]
- 2018 : Photosynthesis : Mensa Select Winner[36]
- 2018 : Panic Mansion : Nommé pour Kinderspiel des Jahres[37]
- 2019 : Mr Wolf : As d'Or jeu de l'année enfant[38].
- 2021 : Dragomino : As d'Or jeu de l'année enfant[39]
- 2021 : Dragomino :  Kinderspiel des Jahres[40]
- 2022 : Bubble Stories :  As d'Or jeu de l'année enfant[41]
- 2023 : Next Station London : Nommé pour Spiel des Jahres[42]